# فتو استوری
فتو استوری (به انگلیسی Photo Story) برنامه‌ای است رایگان از مایکروسافت جهت ساخت اسلایدهای زیبا از تصاویر دیجتال گرفته شده.

## امکانات
فتو استوری نرم‌افزاری است کم حجم که کاربرانش را قادر می‌سازد تا به آسانی با کنار هم گذاشتن تصاویر دیجیتال و همراه کردن جلوه‌های ویژه بصری و توضیحات گوینده و نوشتار فارسی و آهنگ انتخابی یا ساخت آهنگ، اثری دیدنی و حکایت تصویری خانوادگی یا آموزشی بسازند و نتیجه کار را به صورت فایلی کم حجم به تماشا بنشینند یا ایمیل کنند یا ذخیره سازند.

## پیش نیازهای اجرای برنامه
ویندوز اکس پی
ویندوز مدیا پلیر۱۰ به بعد
دایرکت ایکس ۹ به بعد
حجم برنامه: ۵.۰۳MB

## دانلود
دانلود نرم‌افزار از وبگاه مایکروسافت
دانلود نرم‌افزار از وبگاه دانلود سی نت